# Nealcidion trivittatum
Nealcidion trivittatum là một loài bọ cánh cứng trong họ Cerambycidae.